# El mundo y sus demonios
El mundo y sus demonios. La ciencia como una luz en la oscuridad es un libro de Carl Sagan publicado en 1995 que trata de explicar el método científico y animar el uso del pensamiento crítico o escéptico. Explica métodos que ayudan a distinguir entre ideas que son consideradas ciencia válida e ideas consideradas pseudociencia; según él, indica que cuando una nueva idea se plantea, esta debe ser sometida a consideración, para luego ser probada rigurosamente. El pensamiento escéptico da medios para construir, entender, razonar y reconocer ideas válidas o erróneas hasta donde la verificación sea posible.

## Sinopsis
El libro en general es una reflexión contra la pseudociencia, pero más específicamente, es una defensa profunda de los beneficios que la ciencia ha producido a lo largo de la historia (vacunas, antibióticos, medicamentos, aviación, etc.). Así mismo, Sagan en uno de sus capítulos hace referencia al mal uso que se ha hecho de la ciencia, y enfatiza que en buen nivel se debió a la "ingenuidad" de aquellos científicos que lo permitieron (ej. Proyecto Manhattan), dejando entonces muy claro que la investigación científica no solo tiene un marco moral o ético de procedimientos (metodología científica estricta), sino que el científico además, debe tener una idea muy clara del impacto que pudiesen tener en la sociedad sus investigaciones.
Sagan explica métodos muy útiles que ayudarían al lector a poder distinguir entre las ideas que provienen de una ciencia genuina, de las que solo parecen simularla bastante bien: pseudociencia. También indica, que cuando se plantea una nueva idea, esta debiera considerarse como posible solamente, entonces, tendría que ser probada muy rigurosamente, y luego solo así, aceptarse. 
El pensamiento escéptico, dice, nos da medios para construir, entender y razonar, para reconocer ideas válidas o erróneas hasta donde la verificación sea posible. 
En alguno de sus capítulos tiene argumentos fuertes que hacen una crítica dura contra el sistema educativo estadounidense de la década de 1990.
Sagan comparte un conjunto de herramientas llamadas, "Kit del escéptico", para reconocer ideas engañosas o fraudulentas, tales como la confirmación independiente, la cuantificación y la navaja de Occam y determina los errores más comunes de la falsa argumentación (véase Falacia lógica, por ejemplo, valorar argumentos por autoridad, estadística de números pequeños, argumento especial, ad hominem, o ataque al individuo y no a su argumento). A través de estas y otras herramientas, así como la ventaja de la mente crítica y la naturaleza autocrítica de la ciencia se puede determinar la falta de validez de la superstición, fraude, pseudociencia, ejemplarizados en brujas, objetos voladores no identificados, percepción extrasensorial y curación milagrosa.
También menciona a la organización CSICOP, de la que él formó parte. Sin embargo, al contrario que otros escépticos, se muestra crítico con muchas imperfecciones del CSICOP. Se muestra así bastante alejado de la actitud agresiva de muchos escépticos. Por ejemplo, Sagan cuenta en dicho libro que se negó a firmar un documento contra la astrología porque le pareció que tenía un tono autoritario, y como siempre fue manifiesto en él, prefería el debate o la discusión abierta al público -aun en temas que se consideren absurdos para la ciencia-, porque solo así se podría dejar en claro lo que sí es cierto y lo que no.

## Capítulos[1]
1. Lo más preciado
2. Ciencia y esperanza
3. El hombre de la Luna y la cara de Marte
4. Extraterrestres
5. Argucias y secretos
6. Alucinaciones
7. El mundo poseído por demonios
8. Sobre la distinción entre visiones verdaderas y falsas
9. Terapia
10. Un dragón en el garaje
11. La ciudad de la aflicción
12. El sutil arte de detectar camelos
13. Obsesionado con la realidad
14. Anticiencia
15. El sueño de Newton
16. Cuando los científicos conocen el pecado
17. Un matrimonio entre el escepticismo y el asombro
18. El viento levanta polvo
19. No hay preguntas estúpidas
20. La casa en llamas
21. El camino de la libertad
22. Adictos del significado
23. Maxwell y los bichos raros
24. Ciencia y brujería
25. Los verdaderos patriotas hacen preguntas